# جيري بيريل
جيري بيريل (بالإنجليزية: Gerry Birrell) هو سائق سباق بريطاني، ولد في 30 يوليو 1944 في غلاسكو في المملكة المتحدة، وتوفي في 23 يونيو 1973 في روان في فرنسا.

## روابط خارجية
- جيري بيريل على موقع DriverDB.com (الإنجليزية)
- جيري بيريل على موقع eWRC-results.com (الإنجليزية)